# 柠康酸
柠康酸（英語：Citraconic acid）是一种不饱和二元羧酸，结构式为
CH3C2H(CO2H)2，是甲基富马酸（又名中康酸，甲基反丁烯二酸）的顺式顺反异构体，它是柠檬酸蒸馏时的三种产物之一，其他两个产物为衣康酸和中康酸。

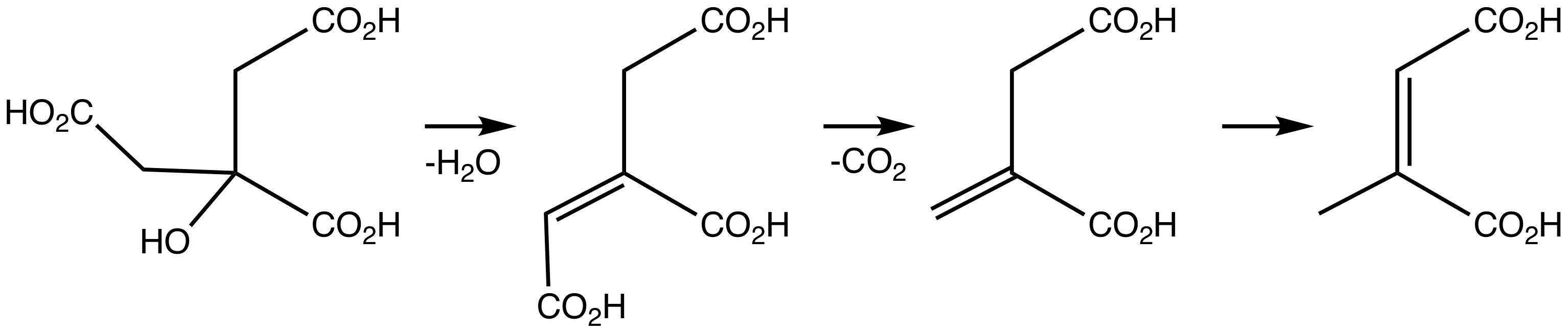
柠檬酸依次转化为顺乌头酸、衣康酸、柠康酸